# Miljöstyrning
Miljöstyrning är att inom olika företag införa olika standarder för att effektivisera miljöarbetet.  
Miljöstyrning kan göras enligt ISO-standarder. Företaget kan också bygga in miljömärkningskriterier för produkterna i sitt miljö- och kvalitetsledningssystem. På så sätt kan man, utan att behöva betala extra för exempelvis ett Svanen-märke, få en tredjepartsverifiering av att man lever upp till samma kriterier.